# مارتن كولر
مارتن كولر (بالإنجليزية: Martin Kohler)‏ ولد بتاريخ 17 يوليو 1985 في سويسرا، هو دراج سويسري في صنف سباق الدراجات على الطريق.

## روابط خارجية
- مارتن كولر على موقع الاتحاد الدولي للدراجات (الإنجليزية)
- مارتن كولر على موقع أرشيف الدراجات (الإنجليزية)
- مارتن كولر على موقع إحصائيات الدراجات الإحترافية (الإنجليزية)
- مارتن كولر على موقع نسبة الدراجات (الإنجليزية)
- مارتن كولر على موقع CycleBase (الإنجليزية)